# 釋德富
釋德富（1268年—1313年），保定易縣（今中國河北省保定市易縣）人，俗姓謝， 元朝保定興聖寺沙門。年七歲時力求出家，父母因作了奇異的夢才心中不捨的准許法師入興聖寺，依真空和尚剃度出家後受具足戒，深究佛法。一日顧經行間忽得見性大悟，自此聲明遠播。
元仁宗皇慶初年（1312年），萬山寺壽和尚奉旨啟建水陸大法會延請德富法師開堂說法，七眾佛弟子咸來與會，德富法師升座說偈時，忽於法座上大放光明，遍照虛空顯現諸多瑞相，良久後方逐漸隱沒，朝廷聞訊後頒賜「通辯大師」封號及金僧伽黎衣給德富法師。法師於皇慶二年（1313年）圓寂，圓寂時有白光從法師頭頂射出照耀四方，荼毘 後拾得舍利子數十顆，建塔供奉。

## 法嗣

### 師長
- 釋真空